# Namur (provincie)
Namur (neerlandeză Namen), este o provincie valonă din Belgia. Capitala este Namur și este divizată în trei arondismente conținând 38 municipalități. 

## Comune
Provincia Namur conține 38 de comune, grupate în tre arondismente administrative, din care 11 au titlul de oraș.
|  | Arondismentul Dinant: | Arondismentul Namur: | Arondismentul Philippeville:                                                                                    |
|  | - 02. Anhée - 04. Beauraing - 05. Bièvre - 07. Ciney - 09. Dinant - 16. Gedinne - 19. Hamois - 20. Hastière - 21. Havelange - 22. Houyet - 28. Onhaye - 31. Rochefort - 34. Somme-Leuze - 36. Vresse-sur-Semois - 38. Yvoir | - 01. Andenne - 03. Assesse - 11. Éghezée - 12. Fernelmont - 13. Floreffe - 15. Fosses-la-Ville - 17. Gembloux - 18. Gesves - 23. Jemeppe-sur-Sambre - 24. La Bruyère - 25. Mettet - 26. Namur - 27. Ohey - 30. Profondeville - 32. Sambreville - 33. Sombreffe | - 06. Cerfontaine - 08. Couvin - 10. Doische - 14. Florennes - 29. Philippeville - 35. Viroinval - 37. Walcourt |

1. ↑   http://statbel.fgov.be/fr/statistiques/chiffres/environnement/geo/occupation_sol_cadastre/ Lipsește sau este vid: |title= (ajutor)
2. ↑  GeoNames, accesat în 9 iulie 2017